# Runesten i Skåne
Dette er en liste over runesten i Skåne.
- DR 258, Bösarp-småstykerne
- DR 259, Fugliestenen 1
- DR 260, Fugliestenen 2
- DR 262, Fosiestenen
- DR 264, Hybystenen 1 (også kaldt Vismarlövstenen)
- †DR 265, Hybystenen 2
- DR 266, Uppåkrastenen (også kaldt Hjärupstenen)
- DR 268, Östra Vemmenhögstenen
- DR 269, Källstorpstenen (tidligere kaldt Jordbergastenen)
- DR 270, Skivarpstenen, ved runestenshøjen i Lundagård
- DR 271, Tullstorpstenen
- †DR 272 – 273, Svenstorpstenarna 1-2
- †DR 274, Hassle-Bösarpstenen
- DR 275, Solbergastenen
- DR 276, Örsjöstenen
- DR 277, Rydsgårdstenen (også kaldt Södra Villiestenen)
- DR 278, Västra Nöbbelövstenen
- DR 279, Sjörupstenen
- DR 280, Skårbystenen 1 (tidligere kaldt Gussnavastenen), ved Kulturen i Lund
- DR 281, Skårbystenen 2
- DR 282 – 284, †285 – 286 Hunnestadsmonumentet
- DR 287, Bjäresjöstenen 1
- DR 288, Bjäresjöstenen 2
- DR 289, Bjäresjöstenen 3 (tidligere kaldt Bergsjöholmstenen)
- DR 290, Sövestadstenen 1 (tidligere kaldt Krageholmstenen II)
- DR 291, Sövestadstenen 2 (tidligere kaldt Krageholmstenen I)
- † (?) DR 292, Sövestadstenen 3
- †DR 293, Stora Herrestadstenen
- DR 294, Baldringestenen
- DR 295, 296 och 297, indmurede i Hällestads kyrka
- DR 298, Dalbystenen (tidligere kaldt Sjötorpstenen), ved Kulturen i Lund
- DR 314, Lundagårdsstenen (også kaldt Lundastenen), Lunds universitetsbibliotek
- DR 315, Lundastenen 2, flyttet 1829 til København
- DR 316, Norra Nöbbelövstenen, ved runestenshøjen i Lundagård
- †DR 318, Håstadstenen
- DR 317, Vallkärrastenen, ved runestenshøjen i Lundagård
- DR 321, Västra Karabystenen (også kendt som Ålstorpstenen)
- †DR 323, Lilla Harriestenen
- DR 324, Stora Harriestenen, indbygget i Stora Harrie kyrka
- DR 325, Dagstorpstenen, ved Kulturen i Lund
- DR 328, Holmbystenen
- DR 329, Gårdstångastenen 1 (tidligere kaldt Östra Gårdstångastenen)
- DR 330, Gårdstångastenen 2, ved runestenshøjen i Lundagård
- DR 331, Gårdstångastenen 3, ved runestenshøjen i Lundagård
- DR 333, Örjastenen
- DR 334 – 335, Västra Strömonumentet
- DR 337, Vallebergastenen
- DR 338, Glemmingestenen
- DR 339, Stora Köpingestenen
- DR 343, Östra Herrstadstenen
- DR 344, Simrisstenen 1
- DR 345, Simrisstenen 2
- DR 347, Norra Åsumstenen
- DR 350, Hästvedastenen
- †DR 351, Skånestenen
- DR ?, Älleköpingestenen (fundet 1965, har ikke DR-nummer)

DR står for Danmarks runeindskrifter, mens † angiver at runeinskriptionen er forsvundet.